# Vogterne
Vogterne (en: Watchmen) er en grafisk roman af Alan Moore og Dave Gibbons udgivet af DC Comics.
Vogterne er den eneste grafiske roman på Time Magazines 2005 liste over de 100 bedste engelsksprogede romaner siden 1923.
Vogterne foregår i 1985 i et kontrafaktisk USA, hvor Richard Nixon stadig er præsident, maskerede helte findes, og landet er tæt på en atomkrig med Sovjetunionen. Dens brug af filmiske virkemidler og omfattende brug af symbolisme har haft stor indflydelse på både tegneserier og film i eftertiden.
I 2009 udkom en film baseret på tegneserien.